# Gen.G Esports
Gen.G Esports, plus couramment abrégé Gen.G (Coréen: 젠지, nom complet : "Generation Gaming") et nommé durant une courte période KSV eSports, est une équipe américano-coréenne d'esport, créée le 11 août 2017 par les américains Kevin Chou et Kent Watford. Le siège de l'équipe est basé dans le quartier de Gangnam à Séoul. En plus de sa présence physique en Corée du Sud, le club possède également des bureaux à Santa Monica aux États-Unis et à Shanghai en Chine.
Créé à l'origine en tant que société pour la création d'une franchise coréenne en Overwatch League, les Seoul Dynasty, le club s'est par la suite engagé sur de nombreux esports. Gen.G est principalement connu pour son équipe sur League of Legends, double champion du monde (après le rachat de l'équipe et de l'histoire des Samsung Galaxy), quintuple champion de LCK, le championnat coréen et rival principal de T1. Ils possèdent également des équipes sur PUBG: Battlegrounds, Valorant, Counter-Strike 2, Rocket League, Arena of Valor, EA Sports FC, PUBG Mobile, Starcraft II, Super Smash Bros. Ultimate et Tom Clancy's Rainbow Six Siege.

## Histoire de l'équipe
Le club est fondé le 11 août 2017 sous le nom de KSV eSports (Korea + Silicon Valley eSports), par Kevin Chou et Kent Watford, cofondateurs de l'entreprise canadienne de jeux vidéos Kabam. La première équipe du club n'est pas en son nom propre car KSV achète une place en Overwatch League, la future league franchisée d'Overwatch. Le club a l'ambition de créer une équipe intégralement coréenne, que ce soit au niveau des joueurs et du staff technique. Le naming des équipes en Overwatch League devant répondre à une logique géographique (chaque club est lié à une ville comme en NBA ou en NFL), KSV eSports prend le nom de Seoul Dynasty.
Le 30 novembre 2017, KSV eSports annonce qu'ils rachètent l'équipe esport de Samsung sur League of Legends, les Samsung Galaxy, qui viennent de glaner leur deuxième titre de champion du monde quelques semaines auparavant. Le 3 mai 2018, KSV eSports annonce changer de nom et de logo, l'équipe sera désormais connu sous le nom de Gen.G Esports, ou Generation Gaming.
Le 2 janvier 2020, Gen.G annonce ouvrir une franchise en NBA 2K League sur la simulation de basket éponyme NBA 2K : les Gen.G Tigers of Shanghai. Il s'agit de la première équipe franchisée de cette ligue qui n'est pas à l'origine une équipe de NBA, ainsi que la première équipe qui n'est pas basé sur le continent nord-américain. Le 27 août 2020, Gen.G est sélectionné comme l'une des 10 équipes de la ligue franchisée coréenne sur League of Legends, qui était jusqu'ici un championnat ouvert avec des relégations. Deux ans plus tard, le 21 septembre 2022, Gen.G est de nouveau sélectionné pour rejoindre une ligue franchisée. Cette-fois ci il s'agit de la ligue Asie-Pacifique, le VCT Pacific, sur Valorant.
Gen.G se distingue également pour ses collaborations et partenariats qui vont au-delà du monde du jeu vidéo. De 2020 à 2023, ses maillots pour les championnats du monde ont été réalisés par le styliste Heron Preston. Le club a également signé un partenariat avec de l'équipe de football de Manchester City.

## League of Legends

### Transition difficile puis retour au premier plan (2018-2021)
Le 30 novembre 2017 est officialisé la vente de la section esport de Samsung, qui inclut son équipe League of Legends, qui a remporté le championnat du monde 2017 quelques semaines auparavant. Bien que démarrant favoris par défaut, la saison est compliquée pour KSV, avec une élimination en play-offs par SK Telecom T1 au printemps et par les Afreeca Freecs en été. Cependant, l'équipe se réveille lors du tournoi pour la dernière place qualificative aux championnats du monde 2017. Désormais connus sous le nom de Gen.G, l'équipe bat SK Telecom T1, Griffin et DragonX pour se qualifier. Tenant du titre, Gen.G se fait sortir en groupes sans gloire avec 1 victoire pour 5 défaites. La saison 2019 est encore pire, avec une médiocre 7e place au printemps et une 6ème place en été. Insuffisant pour se qualifier aux Worlds 2019.
Le club cependant connaît un regain de forme après le départ de la majorité des joueurs de l'épopée de 2017 chez Samsung. Seul subsiste l'emblème du club : le botlaner Park "Ruler" Jae-hyuk. Le club progresse et atteint de nouveau les play-offs des championnats du monde, s'arrêtant en quarts-de-finale en 2020 en Chine, et en demi-finale en 2021 en Islande. Mais le palmarès de Gen.G continue de rester vierge et n'est toujours pas une menace sérieuse à l'international.

### Domination en LCK mais échecs à l'international (2022-)

#### Saison 2022
Le 24 novembre 2021 est annoncé le roster de la saison 2022 de Gen.G. Un nom ressort particulièrement : celui de Jeong "Chovy" Ji-hoon. Considéré comme un potentiel successeur de Lee "Faker" Sang-hyeok, Chovy a l'occasion de prouver sa réputation dans cette nouvelle super-team. Chovy est entouré de Ruler, toujours au club, ainsi que de deux de ses anciens coéquipiers de chez Griffin, Choi "Doran" Hyeon-jun en toplane et Son "Lehends" Si-woo en support. Le tout est accompagné de l'expérimenté et Han "Peanut" Wang-ho en jungle, ancien finaliste des championnats du monde.
Au printemps 2022, Gen.G domine son sujet, mais T1 est encore plus impressionnant, finissant la saison régulière sans avoir perdu le moindre match. Les deux clubs se retrouvent en finale mais T1 est trop fort pour les tigres qui s'inclinent 3-1. Cependant en été, l'histoire s'inverse et c'est Gen.G qui se transforme en rouleau compresseur. Ils s'imposent 3-0 en finale contre T1 et remportent leur premier titre de LCK depuis le rachat de Samsung par KSV. Aux championnats du monde 2022 aux États-Unis, l'équipe passe sans encombre les groupes, mais se fait peur face à Damwon KIA, qu'il bat de justesse 3-2. Les problèmes entrevus en quarts se confirment en demi-finale et Gen.G ne peut rien faire face au momentum de DRX, équipe surprise et future vainqueur de la compétition, qui le bat 1-3. Les performances du topside (appellation regroupant toplane, jungle et midlane) en play-offs, sont particulièrement critiquées.

#### Saison 2023
Malgré ces critiques, c'est le botside (appellation regroupant botlane et support) qui quittent le club. Ruler, l'enfant du club, présent depuis 2014 chez Samsung, rejoint JD Gaming en Chine, déclarant qu'il ne se voyait pas jouer pour un autre club en Corée. Yu "Delight" Hwan-jung remplace Lehends, tandis que le botlaner de l'académie Kim "Peyz" Su-hwan, 17 ans, se voit confier la lourde tâche de faire oublier Ruler.
Gen.G remporte son second titre consécutif au printemps, avec une nouvelle finale gagnée contre T1 3-1. Peyz, pour sa première saison compétitive, est nommé MVP de la finale. Cependant au MSI 2023, l'équipe baisse en régime et finit 4ème de la compétition, derrière toutes les autres équipes coréennes et chinoises engagées. En été, Gen.G retrouve le succès et remporte un troisième titre consécutif en LCK en battant T1 en finale. Les tigres s'affirment de plus en plus comme la bête noire de T1. Aux championnats du monde 2023, dans un nouveau format en système suisse, Gen.G se qualifie en premier avec 3 victoires pour 0 défaites. Placé dans une partie de tableau assez ouverte, Gen.G s'effondre de nouveau devant l'enjeu et est éliminé en quarts-de-finale, cette fois-ci par Bilibili Gaming 3-2.

#### Saison 2024
En 2024, Gen.G remercie Doran, Peanut et Delight (qui rejoignent tous les trois Hanwha Life Esports). Le club fait revenir Lehends et recrute Kim "Kiin" Ki-in ainsi que Kim "Canyon" Geon-bu, champion du monde en 2020. Encore une fois annoncé favoris, l'équipe confirme son statut en remportant son quatrième titre consécutif en LCK, toujours contre T1 et surtout en mettant enfin la main sur un titre international, le MSI 2024 à Chengdu en Chine. C'est le premier titre international de la structure depuis la fin de Samsung Galaxy en 2017, ainsi que le premier titre international de Chovy.
Cependant, Gen.G commence à battre de l'aile et perd son titre en LCK cet été, battus par Hanwha Life Esports et ses trois ex-joueurs Gen.G. Aux championnats du monde 2024, Gen.G est de nouveau qualifié pour les play-offs avec 3 victoires pour 0 défaites. Mais en quarts-de-finale à Paris contre le petit poucet américain FlyQuest, les problèmes ressurgissent et les tigres se qualifient en demi-finale après avoir concédé 2 manches. Face à T1, tenant du titre, Gen.G s'effondre et est défait 1-3 en demi-finale.

#### Saison 2025
Le 20 novembre 2024 le retour de Ruler au club est officialisé en provenance de JD Gaming. Peyz, lui, fait le chemin inverse et rejoint l'écurie chinoise. Lehends est de nouveau débarqué et remplacé par le jeune Joo "Duro" Min-kyu.

#### Effectif
| Nat. | Pseudo | Nom           | Rôle     | Date d'entrée    |
| ---- | ------ | ------------- | -------- | ---------------- |
|      | Kiin   | Kim Ki-in     | Toplaner | 29 novembre 2023 |
|      | Canyon | Kim Geon-bu   | Jungler  | 29 novembre 2023 |
|      | Chovy  | Jeong Ji-hoon | Midlaner | 24 novembre 2021 |
|      | Ruler  | Park Jae-hyuk | Botlaner | 20 novembre 2024 |
|      | Duro   | Joo Min-kyu   | Support  | 20 novembre 2024 |

|  | KIM    | Kim Jeong-soo  | Coach           | 29 novembre 2023  |
|  | Helper | Kwon Yeong-jae | Coach assistant | 29 novembre 2023  |
|  | Lyn    | Kim Da-bin     | Coach assistant | 1er décembre 2024 |

| Nat. | Pseudo   | Nom                | Rôle     | Date d'entrée    |
| ---- | -------- | ------------------ | -------- | ---------------- |
|      | Hanbyeol | Kang Han-byeol     | Toplaner | 24 janvier 2024  |
|      | Winner   | Woo Joo-sung       | Jungler  | 11 octobre 2020  |
|      | Kemish   | Kim Si-hoon        | Midlaner | 28 novembre 2024 |
|      | About    | Moon Hyeong-seok   | Botlaner | 28 novembre 2024 |
|      | Namgung  | Namgung Seong-hoon | Support  | 26 mars 2023     |

|  | Gyul | Park Joo-won | Coach | 28 novembre 2024 |

## Valorant

### Pré-franchise en Amérique du Nord (2020-2022)
Gen.G rentre sur la scène Valorant en mai 2020, en signant l'équipe canadienne des French Canadians. Durant ses deux années sur la scène nord-américaine, Gen.G ne fait que très peu de vagues, entre performances inconstantes et changements répétés de joueurs. L'équipe ne se qualifiera pour aucune compétition internationale durant cette période.
Le 21 septembre 2022, Gen.G fait partie des équipes franchisées sélectionnées par Riot Games pour son futur écosystème compétitif semi-fermé. Bien qu'il ait exclusivement joué en Amérique du Nord, Gen.G est sélectionné pour le VCT Pacific, en Asie-Pacifique et change donc de région. L'équipe se délocalise en Corée du Sud.

### Premier titre international asiatique (2023-)

#### Saison 2023
Repartant de zéro, Gen.G signe un cinq de départ coréen, composé de Kim "Meteor" Tae-oh, Lee "k1ng" Seung-won, Yu "TS" Tae-seok, Kim "GodDead" Sung-sin et Ko "Sylvan" Young-sub. Le coaching staff est composé de l'Australien  Chris "Elmapuddy" Tebbit et du Coréen Lee "bail" Sung-jae. La saison commence au LOCK//IN à São Paulo, un tournoi réunissant les 30 équipes franchisées et 2 équipes chinoises (la Chine étant hors de l'écosystème). Gen.G tombe d'entrée sur les champions du monde en titre : les Brésiliens de LOUD. Bien que éliminés 0-2, l'équipe coréenne fait bonne impression.
Vient ensuite la saison régulière du championnat VCT Pacific. Gen.G commence fort avec 4 victoires sur ses 4 premiers matchs, confirmant les promesses du LOCK//IN. Cependant, l'équipe enchaîne 5 défaites pour ses 5 derniers matchs et se qualifie de justesse pour les play-offs, aidés par les contre-performances de ses poursuivants. L'équipe mais échoue à se qualifier pour les Masters de Tokyo, battus par deux fois par T1.
Au tournoi de la dernière chance pour la qualification aux championnats du monde à Los Angeles, Gen.G ne parvient pas à retrouver son niveau du début de saison. L'équipe se fait battre par deux fois par les Philippins de Team Secret et voit leur saison s'arrêter ici.

#### Saison 2024
Gen.G renouvelle la quasi-intégralité de son effectif, ne gardant que Meteor et signent deux joueurs qui ont joué en VCT Pacific la saison dernière : Kim "t3xture" Na-ra (ex-Global Esports) et Byeon "Munchkin" Sang-beom (ex-T1). L'effectif est complété par Kim "Lakia" Jong-min, ex-Dplus KIA, vainqueur de la ligue régionale coréenne en 2023 et Kim "Karon" Won-tae, un rookie qui n'a jamais joué en compétitif mais dont le niveau dans le mode classé et lors des essais ont convaincu le staff, composé de Kang "solo" Keun-chul et Kim "HSK" Hae-seong.
Lors du tournoi kickoff du VCT Pacific, qu'il remporte, l'équipe fait forte impression en se qualifiant pour son premier tournoi international, les Masters Madrid. Dans la capitale espagnole, Gen.G atteint la grande finale et se retrouve face aux Américains de Sentinels. Ayant l'opportunité de gagner le premier trophée international pour l'Asie, Gen.G finit par craquer sous la pression, avec un public poussant les Américains et perd 3-2. Cependant, Gen.G est désormais identifié comme l'un des favoris pour la suite de l'année.
La première partie de la saison régulière du VCT Pacific est très irrégulière. L'équipe se qualifie en play-offs avec 3 victoires et 3 défaites. De nouveau battus par T1, Gen.G parvient à se qualifier pour les Masters Shanghai en battant DRX. Gen.G hausse ensuite son niveau de jeu à l'international, se qualifiant pour les play-offs. L'équipe réalise alors un parcours parfait en sortant successivement Fnatic, 100 Thieves et G2 Esports, avant de battre Team Heretics en finale. Il s'agit du premier titre international remporté par une équipe asiatique sur le jeu.
Après une seconde partie de saison en VCT Pacific où ils finissent champions, c'est naturellement dans le costume de favori que Gen.G arrive aux championnats du monde 2024, à Séoul. À domicile et placé dans le groupe de la mort avec FunPlus Phoenix, Sentinels et Team Heretics, Gen.G commence bien son tournoi en battant Sentinels. Il leur suffit alors d'une victoire en 2 matchs pour être qualifiés en play-offs. Cependant, l'équipe s'écroule au pire moment possible. Successivement, Team Heretics puis Sentinels battent et prennent leur revanche sur l'équipe coréenne, ce qui élimine Gen.G de la compétition et clôt leur année de manière abrupte.

#### Saison 2025
À l'orée de la saison 2025, Meteor quitte le club au profit de T1, tandis que Lakia n'est pas prolongé par Gen.G. Ils sont respectivement remplacés par Chae "yoman" Young-mun et Jung "foxy9" Jae-sung. Le club créé également une académie en ligue régionale coréenne.
| Nat. | Pseudo   | Nom             | Rôle   | Date d'entrée     |
| ---- | -------- | --------------- | ------ | ----------------- |
|      | t3xture  | Kim Na-ra       | Joueur | 26 septembre 2023 |
|      | Karon    | Kim Won-tae     | Joueur | 9 novembre 2023   |
|      | Munchkin | Byeon Sang-beom | Joueur | 28 novembre 2024  |
|      | yoman    | Chae Young-mun  | Joueur | 23 octobre 2024   |
|      | foxy9    | Jung Jae-sung   | Joueur | 24 octobre 2024   |

|  | solo | Kang Keun-chul | Coach principal | 30 janvier 2024  |
|  | peri | Jung Beom-gi   | Coach assistant | 18 décembre 2024 |

## Rocket League
Le 30 septembre 2022, Gen.G rentre sur la scène Rocket League nord-américaine avec l'appui de son nouveau sponsor naming Mobil1, en signant Joseph "noly" Kidd, Jack "Apparently Jack" Benton et Nick "Chronic" Iwanski. L'équipe remporte le premier tournoi international de la saison 2022-2023, le RLCS Fall Major. Cependant, l'équipe rentre dans le rang et bien qu'elle se qualifie à tous les tournois internationaux de la saison, elle sera éliminée à chaque fois aux portes du top 4.
Pour la saison 2024, noly est remplacé par Jason "Firstkiller" Corral. Les résultats cependant ne s'améliorent guère, avec encore ce plafond de verre du top 4. En fin de saison, l'équipe s'écroule et est éliminée dès la phase suisse par les Australiens de Pioneers, un camouflet pour une équipe de région majeure. Peu de temps après, Gen.G se sépare de l'entiéreté de son roster, avant de signer un nouvel effectif composé de Slater "Retals" Thomas, Christopher "MajicBear" Acevedo et de Carlos "CHEESE." Aguado, qui ont représenté les États-Unis à la Coupe du Monde de la eFIFA sur Rocket League.
| Nat. | Pseudo    | Nom                 | Rôle   | Date d'entrée    |
| ---- | --------- | ------------------- | ------ | ---------------- |
|      | Retals    | Slater Thomas       | Joueur | 19 novembre 2024 |
|      | MaJicBear | Christopher Acevedo | Joueur | 19 novembre 2024 |
|      | CHEESE.   | Carlos Aguado       | Joueur | 19 novembre 2024 |

|  | RawGreg | Gregory Alex | Coach principal | 19 novembre 2024 |
|  | Kevpert | Kevin M.     | Coach assistant | 19 novembre 2024 |